# Persone di cognome Jenkins
| Questa pagina contiene informazioni ricavate automaticamente dalle voci biografiche con l'ausilio del template Bio e di un bot. L'aggiornamento è periodico e automatico e ricostruisce completamente la pagina. Se manca una persona in questa lista, sei pregato di non aggiungerla, ma accertati piuttosto che la sua voce biografica contenga il template Bio e che i dati anagrafici siano correttamente compilati. Se il template Bio manca, inseriscilo tu stesso o, in alternativa, metti l'avviso {{tmp\|Bio}} che ne segnala la mancanza. Se i dati riportati sono sbagliati, correggi direttamente la voce biografica; le modifiche saranno visibili in questa lista entro pochi giorni. Per chiarimenti vedi il progetto antroponimi. La lista contiene solo le 77 persone che sono citate nell'enciclopedia e per le quali è stato implementato correttamente il template Bio. Pagina aggiornata al 23 lug 2025. |

Questa è una lista di persone presenti nell'enciclopedia che hanno il cognome Jenkins, suddivise per attività principale.

## Allenatori di calcio(2)
- Ross Jenkins, allenatore di calcio e ex calciatore inglese (Watford, n. 1990)
- Steve Jenkins, allenatore di calcio e ex calciatore gallese (Merthyr Tydfil, n. 1972)

## Allenatori di pallacanestro(1)
- Taylor Jenkins, allenatore di pallacanestro statunitense (Dallas, n. 1984)

## Attori(11)
- Richard Burton, attore britannico (Pontrhydyfen, n. 1925 - Ginevra, † 1984)
- Allen Jenkins, attore statunitense (New York, n. 1900 - Santa Monica, † 1974)
- Burgess Jenkins, attore e produttore cinematografico statunitense (Winston-Salem, n. 1973)
- Carter Jenkins, attore statunitense (Tampa, n. 1991)
- Daniel Jenkins, attore statunitense (New York, n. 1963)
- Jackie 'Butch' Jenkins, attore statunitense (Los Angeles, n. 1937 - Asheville, † 2001)
- Ken Jenkins, attore statunitense (Dayton, n. 1940)
- Max Jenkins, attore e scrittore statunitense (New York, n. 1985)
- Maxwell Jenkins, attore statunitense (Chicago, n. 2005)
- Noam Jenkins, attore canadese (Parigi, n. 1983)
- Richard Jenkins, attore statunitense (DeKalb, n. 1947)

## Attrici(1)
- Julika Jenkins, attrice tedesca (Heidelberg, n. 1971)

## Calciatori(2)
- David Jenkins, ex calciatore inglese (Bristol, n. 1946)
- Sam Jenkins, ex calciatore neozelandese (Napier, n. 1987)

## Cantanti(1)
- Ella Jenkins, cantante statunitense (Saint Louis, n. 1924 - Chicago, † 2024)

## Cestisti(9)
- Charles Jenkins, ex cestista statunitense (Brooklyn, n. 1989)
- Fats Jenkins, cestista e giocatore di baseball statunitense (New York, n. 1898 - Filadelfia, † 1968)
- Daniss Jenkins, cestista statunitense (Dallas, n. 2001)
- De'Riante Jenkins, cestista statunitense (Chicago, n. 1996)
- Horace Jenkins, ex cestista statunitense (Elizabeth, n. 1974)
- Jalen Jenkins, cestista statunitense (Yonkers, n. 1994)
- Julius Jenkins, ex cestista statunitense (Fort Lauderdale, n. 1981)
- Michael Jenkins, ex cestista statunitense (Kinston, n. 1986)
- Willie Jenkins, ex cestista statunitense (Flint, n. 1981)

## Compositori(3)
- Gordon Jenkins, compositore e pianista statunitense (Webster Groves, n. 1910 - Malibù, † 1984)
- John Jenkins, compositore e liutista inglese (Maidstone, n. 1592 - Kimberley, † 1678)
- Karl Jenkins, compositore e musicista gallese (Swansea, n. 1944)

## Conduttori televisivi(1)
- Terrence Jenkins, conduttore televisivo, attore e giornalista statunitense (New York, n. 1982)

## Fumettisti(1)
- Paul Jenkins, fumettista inglese (Londra, n. 1965)

## Giocatori di baseball(1)
- Ferguson Jenkins, ex giocatore di baseball canadese (Chatham, n. 1942)

## Giocatori di football americano(17)
- A.J. Jenkins, ex giocatore di football americano statunitense (Jacksonville, n. 1989)
- Brandon Jenkins, giocatore di football americano statunitense (Tallahassee, n. 1990)
- Cullen Jenkins, giocatore di football americano statunitense (Detroit, n. 1981)
- Elgton Jenkins, giocatore di football americano statunitense (Clarksdale, n. 1995)
- E.J. Jenkins, giocatore di football americano statunitense (Fredericksburg, n. 1998)
- Greg Jenkins, giocatore di football americano statunitense (Dade City, n. 1989)
- Janoris Jenkins, giocatore di football americano statunitense (Pahokee, n. 1988)
- Jarvis Jenkins, giocatore di football americano statunitense (Clemson, n. 1988)
- Jelani Jenkins, ex giocatore di football americano statunitense (Olney, n. 1992)
- John Jenkins, giocatore di football americano statunitense (Meriden, n. 1989)
- Jordan Jenkins, giocatore di football americano statunitense (Houston, n. 1994)
- Malcolm Jenkins, giocatore di football americano statunitense (East Orange, n. 1987)
- Michael Jenkins, giocatore di football americano statunitense (Tampa, n. 1982)
- Mike Jenkins, giocatore di football americano statunitense (Neuenbürg, n. 1985)
- Rayshawn Jenkins, giocatore di football americano statunitense (St. Petersburg, n. 1994)
- Teven Jenkins, giocatore di football americano statunitense (Topeka, n. 1998)
- Trezelle Jenkins, ex giocatore di football americano statunitense (Chicago, n. 1973)

## Inventori(1)
- Charles Francis Jenkins, inventore statunitense (Dayton, n. 1867 - Washington, † 1934)

## Mezzosoprani(1)
- Katherine Jenkins, mezzosoprano britannica (Neath, n. 1980)

## Pattinatori artistici su ghiaccio(2)
- David Jenkins, ex pattinatore artistico su ghiaccio statunitense (Akron, n. 1936)
- Hayes Alan Jenkins, ex pattinatore artistico su ghiaccio statunitense (Akron, n. 1933)

## Politiche(1)
- Lynn Jenkins, politica statunitense (Holton, n. 1963)

## Politici(3)
- Charles J. Jenkins, politico statunitense (Beaufort, n. 1805 - Augusta, † 1883)
- Evan Jenkins, politico statunitense (Huntington, n. 1960)
- Roy Jenkins, politico e scrittore britannico (Abersychan, n. 1920 - East Hendred, † 2003)

## Pugili(1)
- Lew Jenkins, pugile statunitense (Milburn, n. 1916 - † 1981)

## Rapper(2)
- Diverse, rapper statunitense (Chicago)
- Mick Jenkins, rapper statunitense (Huntsville, n. 1991)

## Registe(2)
- Patty Jenkins, regista, sceneggiatrice e produttrice televisiva statunitense (Victorville, n. 1971)
- Tamara Jenkins, regista, sceneggiatrice e attrice statunitense (Filadelfia, n. 1962)

## Registi(1)
- Barry Jenkins, regista, sceneggiatore e produttore cinematografico statunitense (Miami, n. 1979)

## Rugbisti a 15(4)
- Gareth Jenkins, rugbista a 15, allenatore di rugby a 15 e dirigente sportivo gallese (Burry Port, n. 1951)
- Garin Jenkins, ex rugbista a 15 gallese (Ynysybwl, n. 1966)
- Gethin Jenkins, ex rugbista a 15 britannico (Lalntwit Fardre, n. 1980)
- Neil Jenkins, ex rugbista a 15 e allenatore di rugby a 15 britannico (Church Valley, n. 1971)

## Scrittori(2)
- Herbert G. Jenkins, scrittore e editore inglese (n. 1876 - Londra, † 1923)
- Jerry B. Jenkins, scrittore statunitense (Michigan, n. 1949)

## Sociologi(1)
- Henry Jenkins, sociologo e saggista statunitense (Atlanta, n. 1958)

## Statistici(1)
- Gwilym Meirion Jenkins, statistico britannico (Gowerton, n. 1932 - Lancaster, † 1982)

## Storici(1)
- Gilbert Kenneth Jenkins, storico e numismatico britannico (Bristol, n. 1918 - Londra, † 2005)

## Velociste(1)
- LaTasha Jenkins, ex velocista statunitense (Chicago, n. 1977)

## Velocisti(1)
- David Jenkins, ex velocista britannico (Pointe-à-Pierre, n. 1952)

## Violinisti(1)
- Leroy Jenkins, violinista, violista e compositore statunitense (n. 1932 - † 2007)

## Wrestler(1)
- Adam Cole, wrestler statunitense (Lancaster, n. 1989)